# Tuna, Uppsala kommun
Den här sidan handlar om småorten Tuna i Uppsala kommun, för andra byar med namnet Tuna i Uppsala kommun se grensidan Tuna.
Tuna är en av SCB avgränsad och namnsatt tätort (före 2023 småort) i Uppsala kommun. Orten omfattar bebyggelse nordost om kyrkbyn Tunaby, även Upplands-Tuna, belägen i Tuna socken cirka sex kilometer söder om Alunda.
Dagens ort är uppvuxen kring Upplandstuna station vid Faringe–Gimo Järnväg på gränsen mellan Tunaby och Börsta, och ligger huvudsakligen på Börsta ägor.

## Tunaby
Tunaby har troligen varit kyrkby i Tuna socken, men åtminstone sedan 1500-talet har själva bytomten varit avskild från prästgården, om Tunaby ägor väl omslutit kyrkan och själva bytomten belägen ett par hundra meter söder om kyrkan, utanför dagens småort.
Tunaby omtalas första gången i markgäldsförteckningen 1312 ('de Tunum') som upptar fyra skattskyliga i byn. Under 1500-talet omfattade byn 2 mantal skatte och 3 mantal kyrkojord. Bybebyggelsen låg tidigare huvudsakligen några hundra meter söderut, utanför dagens småort.
Här ligger Tuna kyrka.